# Wilhelm Körber
Wilhelm Hermann Karl Friedrich Körber (* 17. Juni 1902 in Berlin; † 1991 ebenda) war ein deutscher Maler, Zeichner und Grafiker.

## Leben
Wilhelm Körber begann 1916 eine Lehre als technischer Zeichner. 1919 folgte eine Lehre als Dekorationsmaler. Parallel dazu besuchte Körber Abendkurse an der Handwerkerschule Berlin. Weiterhin bildete er sich den 1920er Jahren als Künstler autodidaktisch weiter und begann zu dieser Zeit die Alten Meister in der Berliner Nationalgalerie zu kopieren. Bis 1938 war er als Dekorationsmaler tätig.
Von 1938 bis 1943 studierte Körber an der Hochschule für bildende Künste in Berlin und belegte Kurse bei unter anderem Kurt Wehlte, Wilhelm Tank und Erik Richter. Zuletzt war er Meisterschüler. 
Im Herbst 1943 wurde Körber zum Kriegsdienst eingezogen und gerät schließlich in englische Kriegsgefangenschaft. Im Herbst 1945 kehrte er nach Berlin zurück und arbeitete fortan als freischaffender Künstler. Ab 1959 war er zeitweise Dozent an der Volkshochschule in Berlin-Tempelhof. 
1959 reiste Körber an die Côte d’Azur, wo erstmals Theaterstudien in einem kleinen Amphitheater entstanden. Nach der Rückkehr begann er mit zeichnerischen Arbeiten an der Deutschen Oper Berlin, der Kleinen Oper, dem Schiller-Theater, den Freilichtbühnen in Rehberge und Hasenheide, sowie im Amateur-Theater in Berlin-Tempelhof. Für dieses entwarf Körber zudem über mehrere Jahre die Bühnenbilder. 
Ab 1975 war Körber außerdem Zeichenlehrer an der Staatlichen Porzellan-Manufaktur in Berlin.

## Mitgliedschaften
Wilhelm Körber war Mitglied im Verein Berliner Künstler.

## Werk
Körber blieb zeitlebens einer realistischen Ausdrucksweise verpflichtet. Er schuf vor allem Stadt- und Landschaftsansichten, darunter zahlreiche Werke mit regionalen Motiven aus Doberlug-Kirchhain. Daneben entstanden auch Stillleben, Akte, sowie Kopien von Alten Meistern. Besonders hervorzuheben sind die Theater- und Schauspielerzeichnungen, die Körber ab 1959 drei Jahrzehnte lang in verschiedenen Häusern schuf. 

## Ausstellungen

### Einzel- und Kollektivausstellungen
- 1960 Haus am Lützowplatz, Berlin
- 1965 Schiller-Theater-Kabinett, Berlin
- 1967 und 1977 Deutsche Oper, Berlin
- 1968 Rathaus Wedding
- Dezember 1972 bis Januar 1973 „Musik und Theater. Kreidezeichnungen von Wilhelm Körber“, Kunstamt Wedding
- Juni – Juli 1977, Ausstellung zum 75. Geburtstag, Kunstamt Berlin-Tempelhof
- 2005 Weißgerbermuseum, Doberlug-Kirchhain
- September – Oktober 2008, „Freuet euch der schönen Erde…“ (zusammen mit Werken von Claus Haase), Dorfkirche Nudow

### Gruppenausstellungen
- 1926, 1928, 1931, 1940, 1942 Beteiligungen an den Großen Berliner Kunstausstellungen
- Von 1937 bis 1944 war Körber mit insgesamt 21 Werken vertreten bei den Großen Deutschen Kunstausstellungen in München.
- 1938 „Berliner Kunst“, veranstaltet vom Verein Berliner Künstler
- September – Oktober 1940 „Blumenbilder und Stilleben“, Städtisches Moritzburg-Museum
- Februar – April 1971 „Varieté, Zirkus und fahrende Leute“, Galerie Pels-Leusden, Berlin
- Mai – Juni 2004 „Reminiszenzen an Brandenburg und Berlin“, Landtag Brandenburg, Potsdam

## Sammlungen
Werke von Wilhelm Körber befinden sich im Deutschen Historischen Museum in Berlin sowie im Weißgerbermuseum in Doberlug-Kirchhain.